# تیم ملی فوتبال مصر
تیم ملی فوتبال مصر (به عربى: منتخب مصر لكرة القدم) نماینده‌ کشور مصر در رقابت‌های بین‌المللی نمایندهٔ کشور مصر است. مصر با ۷ عنوان قهرمانی در جام ملت‌های آفریقا دارای بیشترین عنوان قهرمانی می‌باشد.
محمد صلاح کاپیتان تیم ملی فوتبال مصر است.
حسام حسن سرمربی فعلی تیم ملی فوتبال مصر است‌.

## رکوردداران گلزنی
بازیکنانی که دارای بیشترین تعداد گل هستند بدین قرار است.
|حسام حسن
|۱۹۸۵-۲۰۰۶
|۱۷۶ بازی ملی
|۶۸ گل
|محمد صلاح
|۲۰۱۱-
|۱۰۰ بازی ملی
|۵۷ گل
|حسن الشازلی
|۱۹۶۱-۱۹۷۵
|۶۲بازی ملی
|۴۲ گل
محمد ابوتریکا
|۲۰۰۱–۲۰۱۳
|۱۰۰بازی ملی
|۳۸گل
احمد حسن
|۱۹۹۵-۲۰۱۲
|۱۸۴ بازی ملی
|۳۳ گل